# Pod palbou
Pod palbou (v anglickém originále Under Fire) je americký politický filmový thriller z roku 1983, který se odehrává v posledních dnech nikaragujské revoluce, jenž v roce 1979 ukončila Somozův režim. V režii Rogera Spottiswooda v něm hrají Nick Nolte, Gene Hackman a Joanna Cassidy. Hudba Jerryho Goldsmithe, na níž se podílel jazzový kytarista Pat Metheny, byla nominována na Oscara za nejlepší původní hudbu. Střih Marka Conteho a Johna Blooma byl nominován na cenu BAFTA za nejlepší střih. Film se natáčel v mexických státech Chiapas a Oaxaca.

## Děj
Russell Price (Nolte), fotožurnalista, pokrývá konflikt v Čadu, kde se setká s žoldnéřem Oatesem. Na večírku v hotelu se loučí s přítelem Alexem Grazierem (Hackman), který opouští válečné zpravodajství. Russell tajně udržuje vztah s Alexovou přítelkyní, novinářkou Claire Stryder (Cassidy). Jejich reportáž se dostane na obálku Time.
Novináři odjíždějí do Nikaraguy, kde prezident Somoza bojuje proti rebelům. Francouzský špión Marcel Jazy jim naznačí, že by mohli najít rebelského vůdce Rafaela v Leónu. Russell je zatčen, ale později s Claire sledují pouliční boje. Russell se znovu setká s Oatesem, který teď bojuje na straně vlády, a je svědkem vraždy rebela Pedra.
Po zprávě o Rafaelově smrti je odvedou rebelové, kteří chtějí, aby Russell nafotil falešný snímek živého vůdce. I když váhají, souhlasí. Fotka udržuje povstání naživu a Alex přijíždí do Nikaraguy. Zjišťuje Russellovu nevěru, ale přesto ho požádá o zprostředkování rozhovoru s Rafaelem.
V chaosu boje jsou Alex a Russell zadrženi. Oates přizná, že Jazy používal Russellovy fotky k likvidaci rebelů. Alex zjistí pravdu o Rafaelovi i porušení etiky Claire a Russella, ale rozhodne se je neprozradit. Když hledají cestu zpět, vládní vojáci Alexe zastřelí. Russell to vyfotí a uprchne s pomocí místní ženy.
Somoza obviní rebely, ale snaží se Russella umlčet. Ten však zachrání své fotografie, které odhalí pravdu a způsobí Somozův pád. Vítězní rebelové oslavují, Claire a Russell odjíždějí. „Zamilovali jsme se do toho příliš?“ ptá se Claire. „Udělám to znovu,“ odpoví Russell.